# ジョージ・エドウィン・エリソン
ジョージ・エドウィン・エリソン（英語: George Edwin Ellison、1878年 – 1918年11月11日）は、第一次世界大戦において、イギリスの兵士として最後に戦死した人物。

## 生涯
エリソンは、イングランドのリーズの出だった。若くしてイギリス陸軍に正規兵として加わったが、1912年にハンナ・マリア・バーガン (Hannah Maria Burgan) と結婚して、軍を離れ、炭坑夫となった。大戦勃発の少し前に、エリソンは陸軍から再び召集され、第5ロイヤル・アイリッシュ槍騎兵連隊 (5th Royal Irish Lancers) に加わり、大戦の開戦時点から軍務に就いていた。エリソンは、1914年のモンスの戦い (Battle of Mons) に参加し、さらに西部戦線で、イーペルの戦い (Battle of Ypres)、アルマンティエールの戦い (Battle of Armentières)、ラバセーの戦い (Battle of La Basee)、レンスの戦い (Battle of Lens)、ルーの戦い (Battle of Loos)、カンブレーの戦い (Battle of Cambrai) に加わった。エリソンは、休戦協定が発効する1時間半ほど前に、ベルギーのモンス近郊で偵察中に殺された。
エリソンは、モンスの南東に設けられたサン＝シンフォリアン軍人墓地 (St Symphorien Commonwealth War Graves Commission cemetery) に埋葬された。
偶然のことではあるが、モンス一帯で戦死した者の多くは（イギリスの立場から見た場合の）開戦直後と終戦直前に倒れており、エリソンの墓は、第一次世界大戦において最初に戦死したイギリス兵であるジョン・パーの墓と対面する位置にある。
後には、妻ハンナと、父が戦死した時点で満5歳に5日足りなかった息子ジェイムズ・コーネリアス (James Cornelius) が遺された。2008年の時点では、エリソンの孫のうち少なくとも2人が存命であった。